# ストレートアームバー

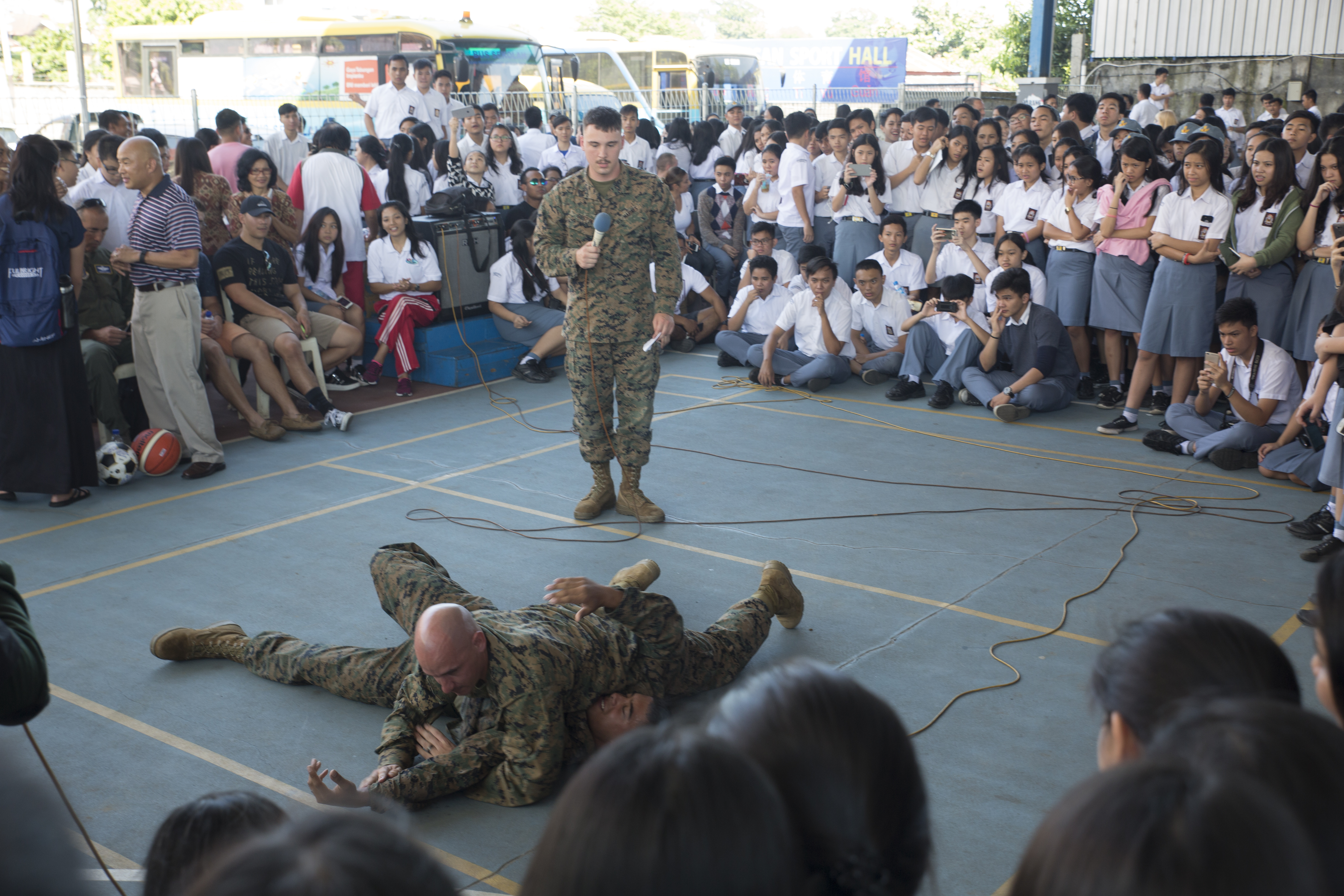
アメリカ海兵隊でのストレートアームバーの実演

ストレートアームバー (Straight Arm Bar) は、相手の肘を極める格闘技における関節技でアームロック、ダブルリストロックの一種である。柔道では腕緘に包含される。別名反対腕挫（はんたいうでくじき）。
片手で相手の手首を掴み、もう一方の腕を相手の肘の下から回して手首を掴んでいる腕の肘のあたりを持ち、相手の腕を伸ばしきるようにして極める。見た目の形こそ違うが、腕挫十字固と同じ関節の極まり方になる。腕挫十字固と異なり、腕の力だけで極めるため多少の力の差もしくは技術的な差がなければ極めることは難しい。